# Megyer (keresztnév)
A Megyer a honfoglalás kori megyer törzsnévből keletkezett, eredeti alakja mogyer volt, ebből keletkezett egyrészt a törzs neve, másrészt a magyar népnév.

## Gyakorisága
Az 1990-es években szórványos név, a 2000-es években nem szerepel a 100 leggyakoribb férfinév között.

## Névnapok
- április 17.[2]
- november 13.[2]